# أدونيس (نبات)
الأدونيس أو زهرة الدم أو عين الجمل أو الحوذانیات (باللاتينية: Adonis) هو جنس نباتي ينتمي إلى الفصيلة الحوذانية. يضم ما بين عشرين وثلاثين نوعاً.

## من أنواعهالواطنةفيالوطن العربي
- الأدونيس الحلبي (باللاتينية: Adonis aleppica) في بلاد الشام
- الأدونيس الحولي (باللاتينية: Adonis annua) في بلاد الشام والمغرب العربي وأوروبا
- الأدونيس الصيفي (باللاتينية: Adonis aestivalis) في بلاد الشام والمغرب العربي وأوروبا
- الأدونيس الفلسطيني (باللاتينية: Adonis palaestina) في بلاد الشام
- الأدونيس المسنن (باللاتينية: Adonis dentata) في بلاد الشام والمالعربي وإسبانيا